# Xiye Bastida
Pour les articles homonymes, voir Bastida.
Xiye Bastida, née le 18 avril 2002 à Atlacomulco (État du Mexique), est une militante mexico-chilienne pour le climat et d'origine indigène Otomi. Elle est l'une des principales organisatrices de Fridays for Future New York City et a été une voix de premier plan pour la visibilité des autochtones et des immigrants dans l'activisme climatique. Elle est membre du comité d'administration du People's Climate Movement (en) et membre du Mouvement Sunrise et d'Extinction Rebellion. Elle est cofondatrice de Re-Earth Initiative, une organisation internationale à but non lucratif.

## Biographie

### Enfance et éducation

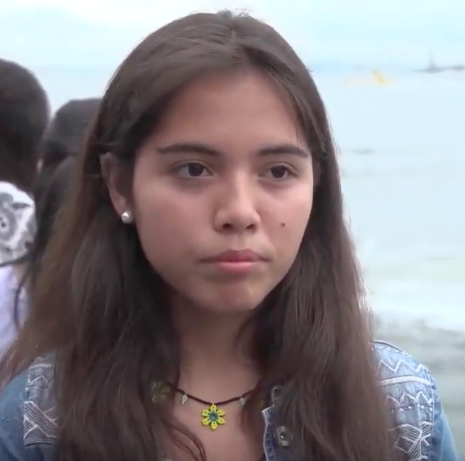
Bastida attend l'arrivée de Thunberg, 2019.

Bastida est née à Atlacomulco, au Mexique, de parents qui sont également environnementalistes, et a grandi dans la ville de San Pedro Tultepec à Lerma,. Elle est otomi du côté de son père et d'origine chilienne et européenne du côté de sa mère,. Bastida est citoyenne mexicaine et chilienne. 
Bastida et sa famille ont déménagé à New York après des inondations extrêmes qui ont frappé leur ville natale de San Pedro Tultepec en 2015 après trois ans de sécheresse. 
Bastida a fréquenté la Beacon School.  Elle a commencé ses études à l'Université de Pennsylvanie en 2020. 

### Activisme
Bastida a commencé son militantisme avec un club environnemental. Le club a protesté à Albany et à l'Hôtel de ville de New York et a fait pression pour le CLCPA [le Climate and Community Leaders Protection Act] et le Dirty Buildings Bill. C'est alors qu'elle a entendu parler de Greta Thunberg et de ses grèves climatiques.
Bastida a prononcé un discours sur la cosmologie autochtone au 9e Forum urbain mondial des Nations unies et a reçu le prix «Esprit de l'ONU» en 2018. 
Bastida a dirigé son lycée, The Beacon School (en), lors de la première grande grève climatique à New York le 15 mars 2019. Elle et Alexandria Villaseñor ont officiellement accueilli Thunberg à son arrivée d'Europe par bateau en septembre 2019 pour assister au sommet des Nations unies sur le climat. Xiye a été surnommée "Greta Thunberg de l'Amérique", mais a déclaré que "appeler les jeunes militants la" Greta Thunberg "de leur pays diminue l'expérience personnelle et les luttes individuelles de Greta",.

## Publication
Bastida a contribué à All We Can Save (en), une anthologie de femmes écrivant sur le changement climatique.

## Filmographie
- We Rise (2019)
- En décembre 2019, Teen Vogue a publié un court métrage documentaire We Rise sur Bastida[18].
- En 2020, Bastida a collaboré avec le film 2040 pour créer une courte vidéo intitulée Imagine the Future explorant à quoi pourraient ressembler les futurs paysages et paysages urbains à l'avenir[19].